# Jakob Peregrin Paulič
Jakob Peregrin Paulič (nemško Jakob Peregrin Paulitsch), slovenski škof, * 27. april 1757, Žihpolje, † 4. januar 1827, Celovec.
Po rodu Koroški Slovenec je bil prvi slovenski škof Krške škofije (škof Jože Marketz je drugi). Pravtako je bil prvi neplemiški škof omenjene škofije.

## Življenje
Jakob Peregrin Paulič se je rodil revnim staršem iz Glinj pri Borovljah v Rožu, v tedanji Vojvodini Koroški, Avstrijjsko cesarstvo. Njegov oče je bil žičničar. Da se je rodil v bližnji Žihpolj, je bilo čisto naključje, saj je njegovo mater na poti v Celovec presenetil porod. V Celovcu je hodil v šolo in tu končal tudi teološki študij, 16. julija 1774 je prejel duhovniško posvečenje.
Po razpustitvi svojega reda jezuitov je najprej delal kot profesor na celovški gimnaziji. Leta 1777 je postal podravnatelj duhovniškega doma, šest let pozneje pa mestni župnik in dekan cerkve sv. Petra in Pavla.
Nadvojvodinja Marija Ana Avstrijska (1738–1789) (Marianna), sestra cesarja Jožefa II., ki je od leta 1781 živela v Celovcu kot redovnica, je Pauliča imenovala za dvornega duhovnika pri elizabetinkah. Paulič je ostal ob nadvojvodinjini smrtni postelji in ji leta 1789 podelil bolniško maziljenje.
Leta 1792 je bil Paulič po dolgem času prva neplemiška oseba, ki je bila imenovana v katedralni kapitelj Krške škoifje. Kmalu je postal eden najvidnejših teologov v škofiji in je pritegnil tudi pozornost nadvojvode Janeza.
Leta 1806 je postal direktor Teološke fakultete cesarskokraljevega liceja v Celovcu, leto kasneje pa je bil imenovan za njenega rektorja. Pet let pozneje ga je škof Franz Xaver von Salm-Reifferscheidt-Krautheim imenoval za generalnega vikarja. Leta 1818 je po priporočilu škofa Salma postal tudi katedralni prošt krške katedralne proštije, ki je bila pod pokroviteljstvom cesarja.
Cesar Franc I. ga je imenoval za viteza avstrijskega cesarskega Leopoldovega reda in kot katedralni prošt je bil leta 1819 uveden za člana koroškega stanovskega zbora.
Po smrti škofa Salma leta 1822 je Krška škofija skoraj dve leti ostala brez škofa, Paulič pa je bil v tem obdobju opravljal posle. Šele 9. februarja 1824 je cesar Franc I. imenoval Pauliča za novega škofa Krške škofije in 30. maja 1824 je bil v Salzburgu posvečen. Tako je bil prvič po 352 letih (od škofa Lorenza von Freiberga v 15. stoletju) za škofa na Krškem prestolu posvečen domačin s Koroške – in vrh tega neplemiškega in slovenskega rodu. Da Paulič ni prej dosegel škofovske mitre, je bila kriva njegova ljubezen do mesta Celovec, tako da je večkrat zavrnil ponudbe za tuje škofije.
Paulič je bil ob imenovanju star že 67 let. Njegovo vladanje je bilo prekratko, da bi lahko o njegovi učinkovitosti poročali na široko. Od svojega predhodnika je prevzel močno zadolženo škofijo in storil vse, da bi izboljšal finančno stanje. Leta 1826 je hudo zbolel in bil od takrat priklenjen na posteljo, vendar je ostajal v stiku z vsemi uradnimi zadevami.
Škof Paulič je umrl 5. januarja 1827 in bil pokopan na celovškem pokopališču v Šentrupertu, v grobnici katedralnega kapitlja. Skoraj vse svoje premoženje je zapustil revnim in sirotam.
Napisal je molitvenik za bolnike in umirajoče, ki ga je posmrtno izdal Lorenz Wölbitsch in so ga verniki zelo cenili.
Anton Martin Slomšek je Pauliča označil za Slovenca in navedel njegovo veselje ob imenovanju slovenskega rojaka Franca Ksaverja Lušina za škofa. Slomšek citira Pauliča takole: Prav iz srca me veseli, da so naš gospod Lušin, Slovenec škof postali; Slovence veliko obrajtam.

## Dela
- Gebethbuch für Kranke und Sterbende. (Hg. L. Welwich.) Klagenfurt 1827.
- Gospod teci mi pomagat! Molitvene bukve, Bolnikom spisal Jak. Peregrin Pavlič, knez in škof krški, Za Slovence priredil in z navadnimi molitvami pomnožil duhovnik krške škofije. Izdala in založila Družba sv. Mohorja v Celovci. Z dovoljenjem visokočastitega krškega knezoškofijstva. 1891.